# La ragazza e il galagone
La ragazza e il galagone (The Bushbabies) è un romanzo per ragazzi dello scrittore canadese William Stevenson pubblicato nel 1965. Il libro è stato ispirato dalla vita di Stevenson in Kenya, dove la figlia Jackie, a cui il libro è dedicato, aveva allevato un galagone chiamato Kamau come un animale domestico. Il romanzo ha avuto due adattamenti importanti, un film del 1969 prodotto dalla Metro-Goldwyn-Mayer intitolato Avventura nella giungla (The Bushbaby) e la serie animata giapponese Le voci della savana del 1992.

## Trama
Jackie Rhodes vive in Kenya ed è la figlia di un rispettato guardiacaccia, noto come "Trapper" Rhodes. È tutta la vita che vi abita e quando scopre che la sua famiglia dovrà ritornare presto in patria, si preoccupa subito per Kamau il suo piccolo galagone che ha allevato come un animale domestico. La bestiola le era stata regalata il Natale precedente da suo padre e lei teme che sia troppo giovane per provvedere a se stessa e che sarebbe morta se fosse stata abbandonata. Il padre riesce a procurarsi un permesso speciale di esportazione, ma al momento della partenza, dopo essersi già imbarcata con la famiglia, Jackie si rende conto di averlo smarrito.
Dal momento che non sarebbe stato possibile per lei nascondere il cucciolo ai marinai ed affrontare all'arrivo i funzionari addetti all'esportazione di animali, mentre la nave è ancora nel porto e la sua famiglia dorme in cabina, Jackie scende a terra di nascosto per tentare di riportare Kamau nel suo territorio naturale. La nave però salpa senza di lei e la ragazza è costretta a chiedere aiuto a Tembo, il fedele servitore del padre. Inizia così l'avventura di Jackie, che dovrà affrontare un territorio ostile, i bracconieri e perfino la polizia, alla ricerca di un nero presunto rapitore di una ragazza bianca. Intanto tenta di insegnare al suo piccolo galagone l'arte della sopravvivenza nel territorio selvaggio dove lei lo sta portando.

## Edizioni
- (EN) William Stevenson, The Bushbabies, Houghton Mifflin, 1965.
- William Stevenson, La ragazza e il galagone, Arnoldo Mondadori Editore, 1973.